# Лизикъл
Лизикъл (на старогръцки: Λυσικλῆς, Lysikles, † 428 пр.н.е.) е древногръцки генерал и търговец на добитък от Древна Атина, ръководител на демократичната фракция на града.
Той е син на Аброник. Той живее и се жени за прочутата Аспазия († 400 пр.н.е.) в Атина, след смъртта на нейния съпруг Перикъл (490-429 пр.н.е.), и има с нея един син Пористес. Лизикъл е убит през 428 пр.н.е.